# Jeriel de Santis
Jeriel Nicolás de Santis Córdova (ur. 18 czerwca 2002 w El Callao) – wenezuelski piłkarz pochodzenia włoskiego występujący na pozycji napastnika, od 2025 roku zawodnik Caracas.